# Irina Voronina
Irina Voronina (en russe : Ирина Воронина), née le 19 décembre 1977 à Dzerjinsk (Russie), est un mannequin russe.
Elle a posé pour Playboy (Playmate du mois de janvier 2001, et dans des numéros spéciaux), et également pour le magazine Perfect 10. Désormais installée aux États-Unis, elle a aussi joué dans des séries télévisées et dans des films.

## Apparitions dans les numéros spéciaux de Playboy
- Playboy's Nude Playmates Avril 2002.
- Playboy's Book of Lingerie Juillet 2002.
- Playboy's Playmate Review Août 2002.
- Playboy's Book of Lingerie Septembre 2002.
- Playboy's Playmates in Bed Décembre 2002.
- Playboy's Natural Beauties Février 2003.
- Playboy's Playmates in Bed Novembre 2003.
- Playboy's Nude Playmates Avril 2004.
- Playboy's Playmates in Bed Décembre 2004.

## Filmographie (liste non exhaustive)
- Big Shot: Confessions of a Campus Bookie (2002) (TV)
- Truth and Dare (2003)
- Tripping Forward (2006)
- Nothing Is Private (2007)
- Ring of Darkness (2004) (TV)
- Hood of Horror (2006)
- Balls of Fury (2007)
- Alerte à Miami : Reno 911 ! (Reno 911!: Miami) (2007)
- Epic Movie (2007)
- Hollywoo (2011)